# Canistropsis
Canistropsis  ( Mez ) Leme  ( do gênero Canistrum e grego "opsis" = semelhança ) é um género botânico pertencente à família Bromeliaceae, subfamília Bromelioideae.
As espécies deste gênero são encontradas apenas nas florestas úmidas da região oriental do Brasil.

## Espécies
- Canistropsis albiflora (L.B.Smith) H.Luther & Leme
- Canistropsis billbergioides (Schultes f.) Leme
- Canistropsis billbergioides forma azurea (E.Pereira & Leme) Leme
- Canistropsis burchellii (Baker) Leme
- Canistropsis correia-araujoi (E.Pereira & Leme) Leme
- Canistropsis elata (E.Pereira & Leme) Leme
- Canistropsis exigua (E.Pereira & Leme) Leme
- Canistropsis marceloi (E.Pereira & Moutinho) Leme
- Canistropsis microps (E.Morren ex Mez) Leme
- Canistropsis microps forma pallida (L.B.Smith) Leme
- Canistropsis microps forma bicensis (Ule) Leme
- Canistropsis pulcherrima (E.Pereira) Leme
- Canistropsis seidelii (L.B.Smith & Reitz) Leme
- Canistropsis selloana (Baker) Leme
- Canistropsis simulans (E.Pereira & Leme) Leme